# Szkoła kazimierska w Krakowie
Szkoła kazimierska – nieistniejąca już, żydowska szkoła, mająca swoją siedzibę w Ratuszu kazimierskim na placu Wolnica 1, na Kazimierzu w Krakowie.
Szkoła kazimierska została założona w 1830 roku w Ratuszu kazimierskim na placu Wolnica 1, na terenie miasta Kazimierz. Powstała w wyniku wprowadzenia obowiązku szkolnego obejmującego również ludność żydowską. Szkoła kazimierska była szkołą przemysłowo-handlową.
Z racji iż szkoła była przeznaczona wyłącznie dla chłopców, w 1836 roku założono równoległą placówkę dla dziewcząt. W 1866 roku znalazła się pod nadzorem Dystryktu Izraelskich Szkół, a od 1870 podlegała Radzie Szkolnej Krajowej. 
W związku z tym w szkole wprowadzono nowy przedmiot, język polski. Szkoła kazimierska za czasów swojego istnienia cieszyła się dużą popularnością, zwłaszcza w środowisku społeczności żydowskiej.